# Онкологични болници и центрове в България
Списък (непълен) на болниците за онкологична помощ. Адреси, телефони и друга информация – в уеб страниците на съответните здравни заведения.

## Бургас
- Комплексен онкологичен център - Бургас
- Национална онкологична болница "Дева Мария"
- Клиника по медицинска онкология МБАЛ "Сърце и мозък"

## Варна
- Клиника по медицинска онкология, УМБАЛ „Св. Марина“
- Междуобластен диспансер за онкологични заболявания със стационар „Д-р Марко Марков“
- Клиника по детска хематология и онкология, УМБАЛ „Св. Марина“

## Враца
- Комплексен онкологичен център - Враца

## Пловдив
- Централ Онко Хоспитал
- Областен диспансер за лечение на онкологични заболявания със стационар
- Детска Онкохематологично отделение – Детска Клиника УМБАЛ „Св. Георги“ – Пловдив;
- Клиника по Онкохематология – УМБАЛ „Св. Георги“ – Пловдив
- Клиника по Хематология – УМБАЛ „Св. Георги“ – Пловдив

## София
- Клиника по Медицинска Онкология, Аджибадем Сити Клиники УМБАЛ Младост, проф. А. Дудов
- Специализирана болница за активно лечение по онкология - София град, проф. Константа Тимчева, д-р Р. Мангалджиев
- Клиника по Медицинска Онкология, МБАЛ Сердика, гр. София, д-р Кр. Койнов, д-р Надежда Митева
- Клиника по Лъчелечение и Радиохирургия, Аджибадем Сити Клиники УМБАЛ Младост, гр. София
- МБАЛ за женско здраве „Надежда“, Отделение по медицинска онкология, Завеждащ: д-р Петрова
- Национална специализирана болница за активно лечение по онкология
- УМБАЛ „ИСУЛ – Царица Йоанна“
- Специализирана болница за активно лечение на деца с онкологични заболявания заболявания
- Клиника по онкоортопедия и костна патология
- Национална специализирана болница за активно лечение на хематологични заболявания – ЕАД, гр. София
- Клиника по хематология и онкология, Отделение по лъчелечение и Отделение по нуклеарна медицина към УМБАЛ „Свети Иван Рилски“, д-р Божил Робев

## Русе
- Център за диагностика и лечение на рака на млечната жлеза „Мамолог – Русе“
- Комплексен онкологичен център – Русе

## Стара Загора
- Междуобластен диспансер за онкологични заболявания със стационар

## Плевен
- МБАЛ „Сърце и мозък“ - Клиника по медицинска онкология и Отделение по лъчелечение и радиохирургия
- Авис Медика, отделение по Медицинска онкология
- Онкологичен център на УМБАЛ „Г.Странски“

## Панагюрище
- Онкологичен център в МБАЛ „Уни Хоспитал“ ООД (Отделение по медицинска онкология; Отделение по лъчелечение; Отделение по нуклеарна медицина с ПЕТ-скенер)